# کک‌آبیان
کک‌آبیان (نام علمی: Bosminidae) نام یک خانواده از زیرراسته شاخه‌سرونیان است.